# FK Rostov
Futbolnij Klub Rostov (russisk: Футбольный клуб «Ростов») er en russisk fodboldklub med base i Rostov ved Don. Klubben spiller i Ruslands Premier League og har hjemmebane på Rostov Arena, som blev bygget i sammenhæng med VM i fodbold 2018.
- Fra 1930 til 1936 hed holdet Selmashstroj
- Fra 1936 til 1941 hed holdet Selmash
- Fra 1941 til 1953 hed holdet Traktor
- Fra 1953 til 1957 hed holdet Torpedo
- Fra 1957 til 2003 hed holdet Rostselmash
- Holdet har heddet FC Rostov siden 2003